# Santiago K
Santiago K ist eine Ortschaft im Departamento Potosí im südamerikanischen Anden-Staat Bolivien.

## Lage im Nahraum
Santiago K ist zentraler Ort des Kanton Santiago im Municipio Colcha „K“ in der Provinz Nor Lípez. Die Ortschaft liegt in einer Höhe von 3719 m am Südrand des Salzsees Salar de Uyuni, nächstgelegene Ortschaften sind Mañica und Santiago de Chuvica.

## Geographie
Santiago K liegt auf dem bolivianischen Altiplano zwischen der Cordillera Occidental im Westen und der Cordillera de Lípez im Südosten. Das Klima der Region ist ein ausgesprochenes Tageszeitenklima, bei dem die Temperaturunterschiede zwischen Tag und Nacht deutlicher schwanken als die Durchschnittswerte zwischen Sommer und Winter.
Nennenswerter Niederschlag fällt nur in den Monaten Januar bis März (siehe Klimadiagramm Colcha „K“), die restlichen neun Monate des Jahres sind arid, der Gesamtniederschlag der Region erreicht keine 100 mm im Jahr. Die Jahresdurchschnittstemperatur liegt bei knapp 7 °C, die Monatswerte schwanken nur unwesentlich zwischen 2 °C im Juni/Juli und 9 °C von November bis März, wobei jedoch nächtliche Frostdurchgänge im ganzen Jahr möglich sind.
Gemäß der Klimaklassifikation von Köppen-Geiger ist das Klima von Santiago K trocken und kalt (BWk).

## Verkehrsnetz
Santiago K liegt in einer Entfernung von 366 Straßenkilometern südwestlich von Potosí, der Hauptstadt des gleichnamigen Departamentos.
Von Potosí führt die asphaltierte Nationalstraße Ruta 5 in südwestlicher Richtung 198 Kilometer bis Uyuni, von dort weiter nach Südwesten und erreicht nach 61 Kilometern die Brücke über den Río Grande de Lípez. Hinter der Brücke zweigt die Ruta 5 in nordwestlicher Richtung ab und erreicht nach 36 Kilometern die Ortschaft Río Grande an der Bahnlinie von Uyuni nach Avaroa an der chilenischen  Grenze und weiter nach Antofagasta. Die Straße folgt der Bahnlinie in südwestlicher Richtung und erreicht über Julaca nach weiteren 57 Kilometern San Juan de Rosario, von wo aus die Straße weiter nach Norden über Santiago K nach Colcha „K“ führt.

## Bevölkerung
Die Einwohnerzahl des Ortes ist in den vergangenen beiden Jahrzehnten ein wenig rückläufig:
| Jahr | Einwohner | Quelle       |
| ---- | --------- | ------------ |
| 1992 | 310       | Volkszählung |
| 2001 | 365       | Volkszählung |
| 2012 | 270       | Volkszählung |
| 2024 |           | Volkszählung |

Die Region weist einen hohen Anteil Quechua-Bevölkerung, im Municipio Colcha „K“ sprechen 90 Prozent der Einwohner die Quechua-Sprache (2001).